# Listă de conducători de stat din 1821
1817 - 1818 - 1819 - 1820 - 1821 - 1822 - 1823 - 1824 - 1825
Aceasta este o listă a conducătorilor de stat din anul 1821:

## Europa
- Anglia: George al IV-lea (rege din dinastia de Hanovra, 1820-1830)
- Austria: Francisc I (arhiduce din dinastia de Habsburg-Lorena, 1792-1835; împărat, din 1804; totodată, rege al Cehiei, 1792-1835; totodată, rege al Ungariei, 1792-1835; totodată, rege al Germaniei, 1792-1806; totodată, împărat occidental, 1792-1806)
- Bavaria: Maximilian al IV-lea (principe elector din dinastia de Wittelsbach, ramura de Palatinat, 1799-1825; rege, din 1806)
- Cehia: Francisc al II-lea (rege din dinastia de Habsburg-Lorena, 1792-1835; totodată, arhiduce și împărat al Austriei, 1792-1835; totodată, rege al Ungariei, 1792-1835; totodată, rege al Germaniei, 1792-1806; totodată, împărat occidental, 1792-1806)
- Danemarca: Frederik al VI-lea (rege din dinastia de Oldenburg, 1808-1839)
- Franța: Ludovic al XVIII-lea (rege din dinastia Bourbon, 1814-1815, 1815-1824)
- Imperiul otoman: Mahmud al II-lea (sultan din dinastia Osmană, 1808-1839)
- Liechtenstein: Johannes I (principe, 1805-1836)
- Luxemburg: Wilhelm I (mare duce din dinastia Orania-Nassau, 1815-1840; totodată, rege al Olandei, 1815-1840)
- Modena: Francesco al IV-lea (duce din dinastia de Habsburg-Lorena, 1814-1846)
- Moldova: Mihai Suțu (domnitor, 1819-1821)
- Monaco: Honore al V-lea (principe, 1819-1841)
- Muntenegru: Petru I (vlădică din dinastia Petrovic-Njegos, 1782-1830)
- Olanda: Wilhelm I (rege din dinastia de Orania-Nassau, 1815-1840; totodată, mare duce de Luxemburg, 1815-1840)
- Parma: Maria Luisa (ducesă din dinastia de Habsburg, 1814/1816-1847)
- Portugalia: Joao al VI-lea (rege din dinastia de Braganca, 1816-1826)
- Prusia: Frederic Wilhelm al III-lea (rege din dinastia de Hohenzollern, 1797-1840)
- Rusia: Alexandru I Pavlovici (împărat din dinastia Romanov-Holstein-Gottorp, 1801-1825)
- Sardinia: Vittorio Emmanuele I (rege din casa de Savoia, 1814-1821) și Carlo Felice (rege din casa de Savoia, 1821-1831)
- Saxonia: Frederic August al III-lea cel Drept (principe elector din dinastia de Wettin, 1763-1827; rege, din 1806; ulterior, arhiduce de Varșovia, 1807-1812/1815)
- Serbia: Miloș Obrenovic (principe, 1815-1839, 1858-1860)
- Sicilia: Ferdinand al III-lea (rege din dinastia de Bourbon, 1759-1825)
- Spania: Ferdinand al VII-lea (rege din dinastia de Bourbon, 1808, 1814-1833)
- Statul papal: Pius al VII-lea (papă, 1800-1823)
- Suedia: Carol al XIV-lea Johan (rege din dinastia Bernadotte, 1818-1844)
- Toscana: Ferdinand al III-lea (mare duce din dinastia de Habsburg-Lorena, 1790/1791-1801, 1814/1815-1824)
- Transilvania: Gheorghe Banffy al II-lea de Losoncz (guvernator, 1787-1822)
- Țara Românească: Alexandru Suțu (domnitor, 1806, 1818-1821; anterior, domnitor în Moldova, 1801-1802)
- Ungaria: Francisc I (rege din dinastia de Habsburg-Lorena, 1792-1835; totodată, arhiduce și împărat al Austriei, 1792-1835; totodată, rege al Cehiei, 1792-1835; totodată, rege al Germaniei, 1792-1806; totodată, împărat occidental, 1792-1806)

## Africa
- Așanti: Osei Bonsu (așantehene, cca. 1801-1824)
- Bagirmi: Usman Burkomanda al III-lea (mbang, 1807-1846)
- Barotse: Mulambwa Santulu (litunga, cca. 1790-cca. 1835)
- Benin: Ogbebo (obba, cca. 1816-?)
- Buganda: Kamanya (kabaka, 1794-1824)
- Bunyoro: Kyebambe al III-lea (Nyamutukura) (mukama, cca. 1785-cca. 1835)
- Burundi: Ntare al IV-lea Rugamba (mwami din a patra dinastie, 1810/1825-1852)
- Dahomey: Gezo (Gankpe) (rege, 1818-1858)
- Darfur: Muhammad Fadl ibn Abd ar-Rahman (sultan, 1800/1801-1838/1839)
- Egipt: Muhammad Ali Pașa (conducător din dinastia Muhammad Ali, 1805-1848)
- Ethiopia: Iyoas al II-lea (împărat, 1818-1821) și Gigar (împărat, 1821-1826, 1830)
- Imerina: Radama I (rege, 1810-1828)
- Imperiul otoman: Mahmud al II-lea (sultan din dinastia Osmană, 1808-1839)
- Kanem-Bornu: Ibrahim al IV-lea (sultan din dinastia Saifawa, 1817-1846) și Muhammad al-Amin ibn Muhammad al-Kanemi (șeic din dinastia Kanembu, 1814-1837)
- Lesotho: Moshoeshoe I (rege, 1818/1820-1870)
- Lunda: Naweej al II-lea (mwato-yamvo, cca. 1810-1852)
- Maroc: Moulay Sliman ibn Mohammed (sultan din dinastia Alaouită, 1792-1822)
- Munhumutapa: Nyasoro (rege din dinastia Munhumutapa, 1810-1835)
- Oyo: interregnum (rege, cca. 1800-1825/1830)
- Rwanda: Mibambwe al II-lea Seentaabyo (rege, cca. 1797-cca. 1830)
- Swaziland: Sobhuza I (Somhlolo) (rege din clanul Ngwane, cca. 1810-1839)
- Sennar: Badi al VI-lea (sultan, ?-1821)
- Tunisia: Mahmud ibn Muhammad (bey din dinastia Husseinizilor, 1814-1824)
- Wadai: Iusuf Kharifain ibn Abd al-Karim (sultan, 1814-1829)

## Asia

### Orientul Apropiat
- Afghanistan: Ali Șah (Mahmud) (conducător, 1818-1823)
- Afghanistan (Herat): Mahmud Șah (suveran din dinastia Durrani, 1818-1829; anterior, suveran în Afghanistan, 1801-1803, 1809-1818)
- Arabia: Muhammad ibn Misari (emir din dinastia Saudiților/Wahhabiților, 1819-1820, 1820-1821)
- Bahrain: Salman I (emir din dinastia al-Khalifah, 1796-1825)
- Iran: Fath Ali Șah (șah din dinastia Kajarilor, 1797-1834)
- Imperiul otoman: Mahmud al II-lea (sultan din dinastia Osmană, 1808-1839)
- Kuwait: Jabir I ibn Abdallah (emir din dinastia as-Sabbah, 1812-1859)
- Oman: Said ibn Sultan (imam din dinastia Bu Said, 1806-1856)
- Yemen, statul Sanaa: al-Mahdi Abdallah (imam, 1816-1835)

### Orientul Îndepărtat
- Atjeh: Ala ad-Din Djauhar al-Alam Șah (sultan, 1795-1824)
- Birmania, statul Toungoo: Bagyidaw (rege din dinastia Alaungpaya, 1819-1837)
- Brunei: Muhammad Khanz al-Alam (sultan, 1806-1822)
- Cambodgea: Preah Ang Chan (Preah Bat Samdech Preah Utey Reachea Thireach Reamea Thippadey Preah Srey Soryospor) (rege, 1806-1811, 1813-1834)
- China: Xuanzong (Minning) (împărat din dinastia manciuriană Qing, 1821-1850)
- Coreea, statul Choson: Sunjo (Yi Kwang) (rege din dinastia Yi, 1801-1834)
- India: Francis Rawdon-Hastings (guvernator general, 1813-1822)
- India, statul Moghulilor: Muid ad-Din Akbar Șah al II-lea (împărat, 1806-1837)
- Japonia: Ninko (împărat, 1817-1846) și Ienari (principe imperial din familia Tokugaua, 1787-1837)
- Laos, statul Champassak: Chao Nho (rege, 1817-1826)
- Laosul inferior: Anurut (Chao Anu) (rege, 1804/1805-1827)
- Laosul superior: Mantha Thurat (rege, 1815/1817-1836/1839)
- Maldive: Muin ad-Din Muhammad (sultan, 1798-1834)
- Mataram (Jogjakarta): Abd ar-Rahman Amangkubuwono al IV-lea (Seda Pesijar, Jarot) (sultan, 1813-1822)
- Mataram (Surakarta): Pakubuwono al V-lea (Sugi) (sultan, 1820-1823)
- Nepal, statul Gurkha: Rajendra Bikram Șah (rege, 1816-1847)
- Rusia: Alexandru I Pavlovici (împărat din dinastia Romanov-Holstein-Gottorp, 1801-1825)
- Thailanda, statul Ayutthaya: Pra Putthaloetla Naphalai (Rama al II-lea) (rege din dinastia Chakri, 1809-1824)
- Tibet: Panchen bsTan-jai Nyi-ma (Tempe Nyima) (panchen lama, 1781-1852)
- Vietnam: Minh Mang (Nguyen Thanh-To) (împărat din dinastia Nguyen, 1820-1841)

## America
- Argentina: Martin Rodriguez (guvernator, 1820-1824)
- Chile: Bernardo O'Higgins (director suprem, 1817-1823)
- Columbia: Simon Bolivar (președinte, 1819-1830; ulterior, dictator al Perului, 1824-1826; ulterior, președinte al Boliviei, 1825-1826)
- Costa Rica: Pedro Alvarado (șef al guvernului, 1821-1822)
- Republica Dominicană: Jose Nunez de Caceres (președinte, 1821-1822)
- El Salvador: Pedro Barriere (președinte, 1821) și Jose Matias Delgado (președinte, 1821-1823; șef suprem, 1823)
- Haiti: Jean Pierre Boyer (președinte, 1818/1820-1843)
- Hawaii: Kamehameha al II-lea (Liholiho) (rege, 1819-1824)
- Paraguay: Jose Gasparo Tomas Rodriguez de Francia (dictator suprem, 1814-1840)
- Peru: Jose de San Martin (președinte, 1821-1822)
- Statele Unite ale Americii: James Monroe (președinte, 1817-1825)